# Tilburg Trappers
Tilburgse IJssportclub Tilburg Trappers – holenderski klub hokejowy z siedzibą w Tilburgu.
W czerwcu 2015 podjęto decyzję, że drużyna będzie występować w połączonej lidze holendersko-belgijskiej (BeNe), jak również w niemieckich trzecioligowych rozgrywkach Oberliga Nord. W sezonie 2015/2016 holenderski zespół zwyciężył w niemieckiej Oberlidze jako pierwszy zagraniczny klub w historii tych rozgrywek.

## Sukcesy
- Złoty medal mistrzostw Holandii (15 razy): 1947, 1971, 1972, 1973, 1974, 1975, 1976, 1994, 1995, 1996, 2001, 2007, 2008, 2014, 2015
- Puchar Holandii (14 razy): 1973, 1974, 1975, 1976, 1994, 1995, 1997, 2001, 2006, 2008, 2011, 2013, 2014, 2015
- Awans do trzeciej rundy Pucharu Kontynentalnego: 2007
- Udział w Pucharze Kontynentalnym: 2007, 2008, 2010, 2014
- Trzecie miejsce w Pucharze Europy: 1974
- Udział w Pucharze Europy: 6 razy
- Złoty medal niemieckiej Oberligi: 2016, 2017, 2018
- Srebrny medal niemieckiej Oberligi: 2019
- Złoty medal niemieckiej Oberligi-Nord: 2018, 2019

## Zawodnicy
Zastrzeżone numery
- 2 Huub van Dun
- 9 Jiri Petrnousek
- 10 Joe Simons
- 15 Klaas van den Broek
- 17 Frank Jacobs
- 18 Rody Jacobs
- 30 Jerry Göbel
- 31 Martin Trommelen